# Tĩnh mạch thượng vị dưới
Trong giải phẫu người, tĩnh mạch thượng vị dưới (tiếng Anh: inferior epigastric vein) là tĩnh mạch dẫn máu vào tĩnh mạch chậu ngoài từ tĩnh mạch thượng vị trên. Trên đường đi, tĩnh mạch thượng vị dưới đi kèm với động mạch thượng vị dưới.

## Hình ảnh bổ sung

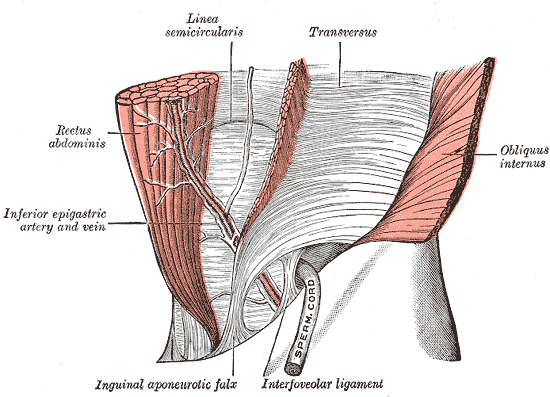
Dây chằng gian hố (dây chằng Hesselbach), nhìn từ phía trước.
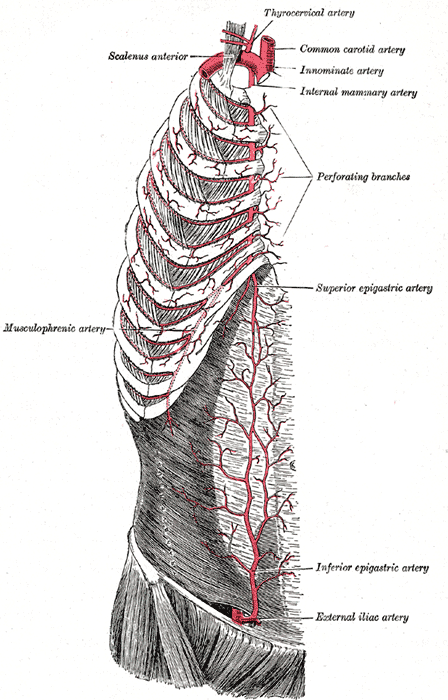
Động mạch vú trong và các nhánh của nó.
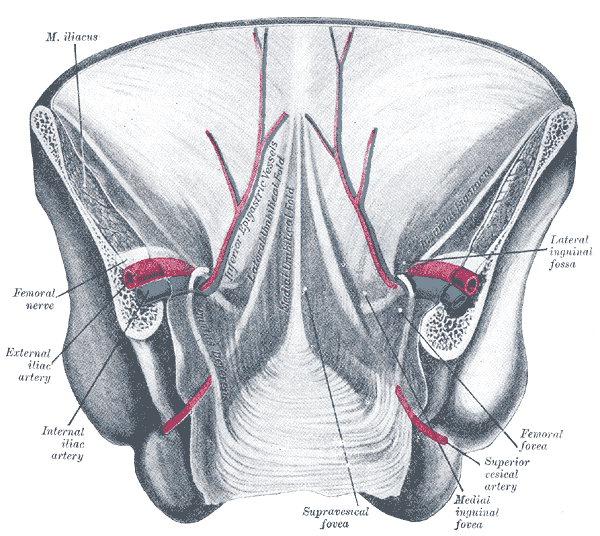
Hình ảnh nhìn từ sau của nửa dưới thành bụng trước. Phúc mạc và mạch máu.